# Mount Woods
Mount Woods är ett berg i Västantarktis. Argentina, Chile och Storbritannien gör anspråk på området. Toppen på Mount Woods är 1 170 meter över havet.
Terrängen runt Mount Woods är platt norrut, men söderut är den kuperad.